# S. P. Austin & Sons
S. P. Austin & Sons war eine Werft mit Sitz in Bishop’s Wearmouth, Sunderland am Fluss Wear in North East England. Die Werft war bekannt für ihr Pontondock.

## Geschichte
Gegründet wurde die Werft 1826 von Peter Austin in North Sands am Wear, wo er zunächst eine Reparaturhelling mit pferdebetriebenem Spill betrieb. 1833 zog die Werft zunächst auf das Gelände der Allison Werft, um 1846 vom Sohn des Firmengründers, ebenfalls Peter Austin, übernommen zu werden. Schon 1860 wurde die Werft an die dritte Generation, den Namensgeber der Werft, Samuel Peter Austin übergeben.
Von 1869 bis 1897 wurde die Werft wiederholt um Hellinge und Docks erweitert und nahm so unter anderem die Werftplätze von John Denniston und William Pearson, wobei sie an das Werksgelände der Scotia Engine Works stieß. 1890 wurde auch die vormalige Werft John Hutchinson übernommen. Um die Jahrhundertwende war die Werft als The Wear Dockyard bekannt.
Die außer für den Neubau von Kohlefrachtern auch auf Umbau- und Reparaturbetrieb eingerichtete Werft, unterschied sich von anderen durch ihr besonderes, von Swan Hunter gebautes und 1904 eröffnetes Pontondock, mit welchem sich ähnlich wie mit einem Schwimmdock bis zu 130 Meter lange Schiffe aus dem Wasser heben ließen. Das Pontondock lag nicht direkt bei der Werft, sondern in South Bank östlich der Wearmouth-Straßen- und Eisenbahnbrücke. 1914 wurde die Werft als S. P. Austin and Sons Iron Ship Builders of Bishopwearmouth panns, Sunderland  eingetragen.
Nach dem Zweiten Weltkrieg schloss sich die Werft 1954 mit der ebenfalls in Sunderland ansässigen Pickersgill Werft zu Austin & Pickersgill zusammen, die den traditionsreichen Werftstandort schließlich 1964 aufgab.